# Benthodorbis pawpela
Benthodorbis pawpela är en snäckart som först beskrevs av Smith 1979.  Benthodorbis pawpela ingår i släktet Benthodorbis och familjen Glacidorbidae. IUCN kategoriserar arten globalt som otillräckligt studerad. Inga underarter finns listade i Catalogue of Life.